# It's... Madness Too
Albums de Madness
It's... Madness
(1990) Divine Madness
(1992)
It's... Madness Too est une compilation de Madness, sortie en octobre 1991.

## Liste des titres
| No  | Titre                          | Album original     | Durée |
| --- | ------------------------------ | ------------------ | ----- |
| 1.  | The Prince                     | One Step Beyond... | 2:30  |
| 2.  | Madness                        | One Step Beyond... | 2:38  |
| 3.  | One Step Beyond                | One Step Beyond... | 2:20  |
| 4.  | Mistakes                       | One Step Beyond... | 2:54  |
| 5.  | The Return of the Los Palmas 7 | Absolutely         | 2:32  |
| 6.  | Night Boat to Cairo            | One Step Beyond... | 3:18  |
| 7.  | Shut Up                        | 7                  | 2:50  |
| 8.  | A Town with No Name            | 7                  | 2:52  |
| 9.  | Cardiac Arrest                 | 7                  | 2:54  |
| 10. | In the City                    | 7                  | 2:56  |
| 11. | Our House                      | The Rise & Fall    | 3:12  |
| 12. | Walking with Mr. Wheeze        | Inédit             | 3:32  |
| 13. | Tomorrow's (Just Another Day)  | The Rise & Fall    | 3:09  |
| 14. | Victoria Gardens               | Keep Moving        | 3:51  |
| 15. | The Sun and the Rain           | Keep Moving        | 3:27  |
| 16. | Michael Caine                  | Keep Moving        | 3:34  |